# 広島文教大学
広島文教大学（ひろしまぶんきょうだいがく、英語: Hiroshima Bunkyo University、公用語表記: 広島文教大学）は、広島県広島市安佐北区可部東1丁目2番1号に本部を置く日本の私立大学。1948年創立、1966年大学設置。大学の略称は文教。
文教の名を冠しているが、文教大学、北海道文教大学、東北文教大学、愛知文教大学、京都文教大学との関連性は特にない。

## 沿革
- 1966年 - 四年制の広島文教女子大学文学部を設置し、国文学科・英文学科を置く。これに伴い、可部女子短期大学は広島文教女子大学短期大学部と改称。
- 1981年 - 文学部に初等教育学科を増設。
- 1986年 - 大学院文学研究科国語学国文学専攻（修士課程）を設置。
- 1987年 - 大学院文学研究科教育学専攻（修士課程）を増設。
- 1993年 - 大学院文学研究科英米文学専攻（修士課程）を増設。
- 2000年 - 文学部を人間科学部に名称変更。既設の国文学科・英文学科を改組・転換し、人間言語学科、人間文化学科、初等教育学科、人間福祉学科の四学科で発足。短期大学部の既設の国文学科・英文学科を発展的に解消し四年制大学への充実・推進を図る。
- 2002年 - 人間科学部に心理学科・人間栄養学科を増設。
- 2005年 - 大学院文学研究科を改編し、人間科学研究科とする。教育学専攻（修士課程）に教育学コースおよび臨床心理学コースを設置する。
- 2008年 - 大学院人間科学研究科に人間福祉学専攻を増設。
- 2010年 - 人間言語学科をグローバルコミュニケーション学科に名称変更。
- 2019年 - 男女共学化するとともに、学校名を広島文教大学に変更[1]。

## 学部・学科
- 教育学部
  - 教育学科
    - 初等教育専攻
      - 幼児教育コース
      - 児童教育コース

    - 中等教育専攻
      - 国語教育コース
      - 英語教育コース
- 人間科学部
  - 人間福祉学科
    - 社会福祉コース
    - 介護福祉コース

  - 心理学科
    - 臨床心理学コース
    - 健康・社会心理学コース

  - 人間栄養学科
    - 管理栄養士養成課程

  - グローバルコミュニケーション学科
    - 英語コミュニケーションコース
    - ビジネスコミュニケーションコース

## 大学院
- 人間科学研究科
  - 教育学専攻（教育学コース、臨床心理学コース）
  - 人間福祉学専攻

## 学内奨学金
- 給付型
  - 武田ミキ記念基金奨学金
  - 美樹会奨学金（2年次向け）

## 対外関係

### 他の大学との協定
- 国内・学術交流等協定校
  - 放送大学[2]
- 国際・学術交流等協定校
  - ケント州立大学（アメリカ・オハイオ州）
  - クイーンズランド工科大学（オーストラリア・クイーンズランド州）

## 大学関係者と組織

### 教員
- 森下要治（学長）
- 岡本礼子（非常勤講師）

### 卒業生
- 頓宮恭子（声優）

## アクセス
- 可部線可部駅よりスクールバス
- 芸備線下深川駅よりスクールバス
- 広島駅からはバスで約30分

## 所在地
- 広島県広島市安佐北区可部東1-2-1

## 備考
文教祭の後夜祭では、毎年お笑い芸人のライブが開催される。